# Coppa Sudamericana 2004
La Coppa Sudamericana 2004 è stata la terza edizione del torneo. La manifestazione è stata vinta dal Boca Juniors nella doppia finale contro il Bolívar.

## Risultati

### Fase preliminare
| Squadra 1                               | Totale                  | Squadra 2               | Andata                  | Ritorno                 |
| Preliminari Argentina I                 | Preliminari Argentina I | Preliminari Argentina I | Preliminari Argentina I | Preliminari Argentina I |
| --------------------------------------- | ----------------------- | ----------------------- | ----------------------- | ----------------------- |
| Arsenal                                 | 5 - 4                   | Banfield                | 1 - 1                   | 4 - 3                   |
| Preliminari Argentina IV                |                         |                         |                         |                         |
| Quilmes                                 | 0 - 2                   | San Lorenzo             | 0 - 2                   | 0 - 0                   |
| Preliminari Argentina - Finali          |                         |                         |                         |                         |
| San Lorenzo                             | 2 - 2 (1 - 4 rig.)      | Boca Juniors            | 1 - 0                   | 1 - 2                   |
| Arsenal                                 | 2 - 1                   | River Plate             | 2 - 1                   | 0 - 0                   |
| Preliminari Brasile I                   |                         |                         |                         |                         |
| Paraná                                  | 2 - 4                   | Santos FC               | 2 - 1                   | 0 - 3                   |
| Preliminari Brasile II                  |                         |                         |                         |                         |
| Figueirense                             | 1 - 1 (2 - 4 rig.)      | Internacional           | 0 - 0                   | 1 - 1                   |
| Preliminari Brasile III                 |                         |                         |                         |                         |
| Goiás                                   | 5 - 3                   | Atlético Mineiro        | 4 - 2                   | 1 - 1                   |
| Preliminari Brasile IV                  |                         |                         |                         |                         |
| Coritiba                                | 3 - 4                   | São Caetano             | 1 - 2                   | 2 - 2                   |
| Preliminari Brasile V                   |                         |                         |                         |                         |
| Santos FC                               | 1 - 1 (5 - 4 rig.)      | Flamengo                | 0 - 0                   | 1 - 1                   |
| Preliminari Brasile VI                  |                         |                         |                         |                         |
| Internacional                           | 3 - 2                   | Grêmio                  | 2 - 0                   | 1 - 2                   |
| Preliminari Brasile VII                 |                         |                         |                         |                         |
| Goiás                                   | 4 - 5                   | Cruzeiro                | 2 - 2                   | 2 - 3                   |
| Preliminari Brasile VIII                |                         |                         |                         |                         |
| São Caetano                             | 2 - 2 (1 - 4 rig.)      | São Paulo               | 1 - 1                   | 1 - 1                   |
| Preliminari Brasile - Finali            |                         |                         |                         |                         |
| Santos FC                               | 2 - 1                   | São Paulo               | 1 - 0                   | 1 - 1                   |
| Internacional                           | 4 - 1                   | Cruzeiro                | 3 - 1                   | 1 - 0                   |
| Preliminari Ecuador/Cienciano/Venezuela |                         |                         |                         |                         |
| Deportivo Italchacao                    | 0 - 2                   | Carabobo FC             | 0 - 0                   | 0 - 2                   |
| Cienciano                               | 8 - 2                   | Carabobo FC             | 2 - 1                   | 6 - 1                   |
| LDU Quito                               | 2 - 1                   | Aucas                   | 1 - 0                   | 1 - 1                   |
| LDU Quito                               | 6 - 2                   | Cienciano               | 4 - 0                   | 2 - 2                   |
| Preliminari Cile/Bolivia                |                         |                         |                         |                         |
| Univ.de Concepción                      | 3 - 1                   | Santiago Wanderers      | 2 - 1                   | 1 - 0                   |
| Aurora                                  | 2 - 5                   | Bolívar                 | 1 - 2                   | 1 - 3                   |
| Univ.de Concepción                      | 2 - 4                   | Bolívar                 | 0 - 0                   | 2 - 4                   |
| Preliminari Colombia/Perú               |                         |                         |                         |                         |
| Millonarios                             | 1 - 2                   | Junior                  | 1 - 0                   | 0 - 2                   |
| Coronel Bolognesi                       | 2 - 4                   | Alianza Atlético        | 1 - 0                   | 1 - 4                   |
| Alianza Atlético                        | 1 - 6                   | Junior                  | 0 - 2                   | 1 - 4                   |
| Preliminari Paraguay/Uruguay            |                         |                         |                         |                         |
| Cerro Porteño                           | 3 - 1                   | Libertad                | 1 - 1                   | 2 - 0                   |
| Danubio                                 | 2 - 3                   | Peñarol                 | 1 - 2                   | 1 - 1                   |
| Peñarol                                 | 3 - 4                   | Cerro Porteño           | 1 - 3                   | 2 - 1                   |

## Quarti di finale
| Squadra 1     | Totale             | Squadra 2     | Andata | Ritorno |
| ------------- | ------------------ | ------------- | ------ | ------- |
| Boca Juniors  | 1 - 1 (8 - 7 rig.) | Cerro Porteño | 1 - 1  | 0 - 0   |
| Arsenal       | 1 - 3              | Bolívar       | 1 - 0  | 0 - 3   |
| LDU Quito     | 5 - 3              | Santos FC     | 3 - 2  | 2 - 1   |
| Internacional | 2 - 1              | Junior        | 1 - 0  | 1 - 1   |

## Semifinali
| Squadra 1    | Totale | Squadra 2     | Andata | Ritorno |
| ------------ | ------ | ------------- | ------ | ------- |
| Boca Juniors | 4 - 2  | Internacional | 4 - 2  | 0 - 0   |
| LDU Quito    | 1 - 3  | Bolívar       | 1 - 1  | 1 - 2   |

## Finale
| Squadra 1 | Totale | Squadra 2    | Andata | Ritorno |
| --------- | ------ | ------------ | ------ | ------- |
| Bolívar   | 1 - 2  | Boca Juniors | 1 - 0  | 0 - 2   |